# Cirrochroa
Cirrochroa is een geslacht van vlinders van de familie van de Nymphalidae, uit de onderfamilie van de Heliconiinae. De wetenschappelijke naam en de beschrijving van dit geslacht zijn voor het eerst gepubliceerd in 1847 door Edward Doubleday.
De soorten van dit geslacht komen voor in Zuidoost-Azië.

## Soorten
- Cirrochroa aoris Doubleday, 1847
- Cirrochroa clagia (Godart, 1824)
- Cirrochroa emalea (Guérin-Méneville, 1843)
- Cirrochroa eremita Tsukada, 1985
- Cirrochroa imperatrix Grose-Smith, 1894
- Cirrochroa malaya C. & R. Felder, 1860
- Cirrochroa menones Semper, 1888
- Cirrochroa niassica Honrath, 1892
- Cirrochroa nicobarica Wood-Mason & de Nicéville, 1881
- Cirrochroa orissa C. & R. Felder, 1860
- Cirrochroa recondita Roos, 1996
- Cirrochroa regina C. & R. Felder, 1867
- Cirrochroa satellita Butler, 1869
- Cirrochroa semiramis C. & R. Felder, 1867
- Cirrochroa surya Moore, 1878
- Cirrochroa thais (Fabricius, 1787)
- Cirrochroa tyche C. & R. Felder, 1861
- Cirrochroa thule C. & R. Felder, 1860